# Seznam letalskih in raketnih konstruktorjev
Seznam letalskih in raketnih konstruktorjev zajema letalske in raketne inženirje, ki so sodelovali pri razvoju zračnih plovil.

## Seznam

### A
- Rostislav Jevgenjevič Aleksejev
- Oleg Konstantinovič Antonov
- Aleksander Aleksandrovič Arhangelski

### B
- Robert Ljudvigovič Bartini (Roberto Oros di Bartini) (1897–1974)
- Nikolaj Iljič Bazenkov
- Viktor Nikolajevič Beljajev
- William Edward Boeing
- Wernher von Braun
- Louis Bleriot
- Franjo Bratina
- Louis Breguet
- Stanko Bloudek

### C
- Giovanni Battista Caproni
- Henri Marie Coandă
- Glenn Hammond Curtiss
- Clyde Cessna

### Č
- Vladimir Nikolajevič Čelomej
- Aleksej Mihajlovič Čerjomuhin
- Vladimir Antonovič Čiževski

### D
- Marcel Dassault
- Hermann Dorner
- Claude (Claudius) Dornier
- Donald Wills Douglas
- Gustav Delage

### F
- Henry & Maurice Farman
- Heinrich Focke
- Anthony Herman Gerard Fokker
- Gerhard Fieseler

### G
- Baptiste Henri Jacques Giffard
- Valentin Petrovič Gluško
- Robert Hutchings Goddard
- Sergej Gorbunov
- Dimitrij Pavlovič Grigorovič
- Helmut Gröttrup
- Mihail Josifovič Gurevič

### H
- Ernst Heinkel
- John Hodge
- Jiro Horikoši

### I
- Sergej Vladimirovič Iljušin
- Sergej Petrovič Izotov

### J
- Vladmir Jacenko (Yatsenko)
- Aleksander Sergejevič Jakovljev
- Mihail Jangel (1911–1971)
- Vladimir Grigorjevič Jermolajev (1909–1944)
- Hugo Junkers

### K
- Konstantin Aleksejevič Kalinin
- Nikolaj Iljič Kamov
- Leonid Lvovič Kerber
- Vladimir Jakovljevič Klimov
- Samuel Grigorjevič Kočarjanc (1909-1993)
- Jurij Vasiljevič Kondratjuk (pr.i. Aleksandr Ignatijevič Šargej)
- Sergej Pavlovič Koroljov
- Ivan Mihajlovič Kostkin
- Aleksander Sergejevič Kudašev
- Anton Kuhelj

### L
- Georgij Erihovič Langemak
- Alexander Lippisch

### M
- Tomislav Merćep?
- Willy Messerschmitt
- Sergej Viktorovič Mihejev
- Artem Mikojan
- Mihail Leontjevič Milj
- Vasilij Pavlovič Mišin
- Vladimir Mihajlovič Mjasiščev
- James McDonnell

### N
- Aleksander Vasiljevič Nadaškevič
- Julij Nardin
- Rudolf Nebel
- Josip Grigorjevič Neman
- Aleksander Aleksandrovič Nikolski (1903-1963)
- Jack Northrop
- Edouard de Nieuport

### O
- Hermann Oberth
- Hans-Joachim Pabst von Ohain

### P
- Robert Esnault-Pelterie
- Vladimir Mihajlovič Petljakov
- Frank Piasecki
- Nikolaj Nikolajevič Polikarpov
- Henry Potez
- Herman Potočnik Noordung

### R
- Edvard Rusjan
- Edmund Rumpler

### S
- Igor Ivanovič Sikorski
- Joe Sutter (1921–2016)
- Mihail Petrovič Simonov
- Vasilij Adrianovič Slesarjev
- Pavel Osipovič Suhoj
- Alberto Santos-Dumont

### Š
- Vladimir Vasiljevič Ševčenko
- Arkadij Dimitrijevič Švecov

### T
- Kurt Tank
- Mihail Klavdijevič Tihonravov (1900–1974)
- Nikolaj Fjodorovič Tokarjev
- Sergej Konstantinovič Tumanski
- Andrej Nikolajevič Tupoljev

### V
- Gabriel Voisin

### Z
- Friedrich Arturovič Zander (Tsander / Cander /latv. Frīdrihs Canders)
- Ferdinand von Zeppelin